# جيمس ستيوارت (محامي)
جيمس ستيوارت (بالإنجليزية: James Stewart)‏ هو محامي ومحامي بريطاني، ولد في 2 مايو 1966 في Strabane ‏ في المملكة المتحدة.